# Избори за одборнике Скупштине града Београда 2014.
Ванредни избори за одборнике Скупштине града Београда 2014. су били део локалних избора 2014, и одржали су се 16. марта 2014. истовремено са ванредним парламентарним изборима, након што је Драган Ђилас изгубио већину у скупштини града, пошто је коалиција СПС, ЈС, ПУПС повукла своју подршку тадашњем градоначелнику. На изборима је учествовало 23 изборне листе за 110 одборничка места у Београду, са цензусом од 5%.
Коалиција око СНС је освојила апсолутну већину са 43,62% гласова и 63 одборничка места, Драган Ђилас је изгубио доста гласача и одборничких места, а поред њих су цензус прешле још само ДСС и коалиција око СПС-а.